# Суперліга Колумбії з футболу
Суперліга Колумбії (ісп. Superliga de Colombia) — офіційний футбольний турнір у Колумбії, в якому беруть участь переможець Апертури та Фіналізасьйону попереднього сезону колумбійської Прімери A. Заснований 2012 року і з того часу щорічно проводиться в січні.

## Формат
Турнір складається з двох ігор (вдома і на виїзді), які грають між собою клуби, що виграли Апертуру та Фіналізасьйон попереднього сезону. Якщо обидва чемпіонства отримав один клуб, то у Суперлізі бере участь найкраща друга команда чемпіонату. Першу гру вдома проводить команда, що має нижчий сукупний результат у таблиці двох сезонів.

## Переможці
| Рік  | Переможець Апертури      | Результат        | Переможець Фіналізасьйона |
| ---- | ------------------------ | ---------------- | ------------------------- |
| 2012 | «Атлетіко Насьйональ»    | 3-1 3-0          | «Хуніор де Барранкілья»   |
| 2013 | «Санта-Фе»               | 2-1 1-0          | «Мільйонаріос»            |
| 2014 | «Атлетіко Насьйональ»    | 1–2 1–0 пен. 3–4 | «Депортіво Калі»          |
| 2015 | «Атлетіко Насьйональ»    | 2–1 0–2          | «Санта-Фе»                |
| 2016 | «Депортіво Калі»         | 0–2 0–3          | «Атлетіко Насьйональ»     |
| 2017 | «Індепендьєнте Медельїн» | 0–0 0–1          | «Санта-Фе»                |
| 2018 | «Атлетіко Насьйональ»    | 0–0 1–2          | «Мільйонаріос»            |
| 2019 | «Депортес Толіма»        | 2–1 0–1 пен. 0–3 | «Хуніор де Барранкілья»   |
| 2020 | «Хуніор де Барранкілья»  | 1–2 2–0          | «Америка де Калі»         |
| 2021 | «Америка де Калі»        | 1–2 2–3          | «Санта-Фе»                |
| 2022 | «Депортес Толіма»        | 1–1 1–0          | «Депортіво Калі»          |
| 2023 | «Атлетіко Насьйональ»    | 1–0 4–3          | «Депортіво Перейра»       |
| 2024 | «Мільйонаріос»           | 0–1 2–0          | «Хуніор де Барранкілья»   |
| 2025 | «Атлетіко Букараманґа»   | 1–1 0–0 пен. 3–4 | «Атлетіко Насьйональ»     |

## Виступи клубів
| Клуб                     | Переможці | Друге місце | Роки перемог           | Роки фіналів     |
| ------------------------ | --------- | ----------- | ---------------------- | ---------------- |
| «Атлетіко Насьйональ»    | 4         | 3           | 2012, 2016, 2023, 2025 | 2014, 2015, 2018 |
| «Санта-Фе»               | 4         | 0           | 2013, 2015, 2017, 2021 |                  |
| «Хуніор де Барранкілья»  | 2         | 2           | 2019, 2020             | 2012, 2023       |
| «Мільйонаріос»           | 2         | 1           | 2018, 2023             | 2013             |
| «Депортіво Калі»         | 1         | 2           | 2014                   | 2016, 2022       |
| «Депортес Толіма»        | 1         | 1           | 2022                   | 2019             |
| «Америка де Калі»        | 0         | 2           |                        | 2020, 2021       |
| «Індепендьєнте Медельїн» | 0         | 1           |                        | 2017             |
| «Депортіво Перейра»      | 0         | 1           |                        | 2023             |
| «Атлетіко Букараманґа»   | 0         | 1           |                        | 2025             |